# Castelo de Tudela

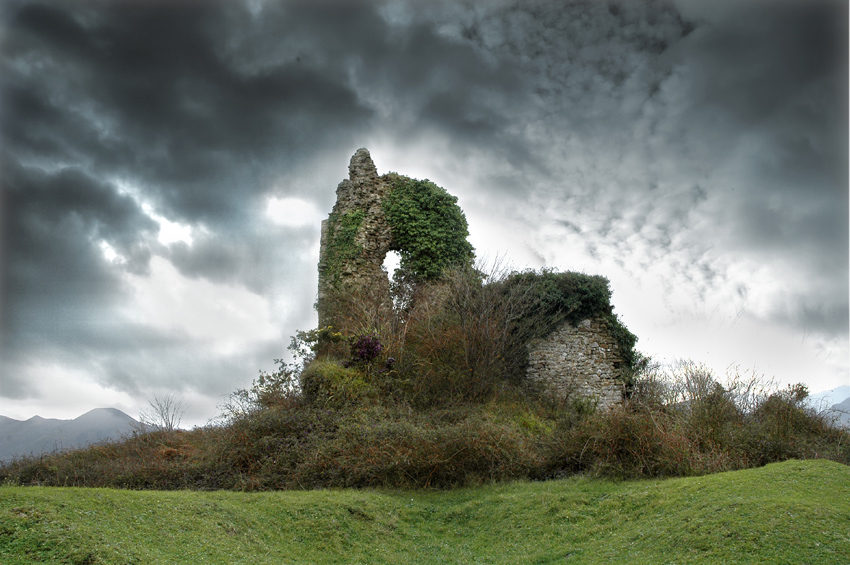
Castelo de Tudela, Espanha.

O Castelo de Tudela localiza-se na paróquia de Santianes, no município de Oviedo, na província e comunidade autónoma das Astúrias, na Espanha.

## História
A primitiva ocupação de seu sítio remonta a um castro pré-romano.
O castelo foi propriedade do conde Gonzalo Peláez juntamente com os de Gozón, Buanga, Proaza, Alba de Quirós, Luna e Aguilar.
Posteriormente foi reformado por determinação dos reis Afonso III das Astúrias, o Magno, e demolido por João I de Castela em 1383.
Os seus restos foram classificados como Monumento Histórico em 22 de Maio de 1965.
Actualmente ele está em ruínas, subsistem os restos de um torreão e o traçado do duplo fosso que o envolvia. Esses vestígios correspondem, do ponto de vista construtivo, ao século XIII e ao século XIV.